# Ida Nikolajewna Kuklina
Ida Nikolajewna Kuklina (russisch Ида Николаевна Куклина; * 15. April 1934) ist eine russische Politikwissenschaftlerin und Menschenrechtlerin.
Sie leitet die Kommission für Analyse und Information der Union der Komitees der Soldatenmütter Russlands und ist Mitglied im Menschenrechtsrat beim russischen Präsidenten.

## Leben
Ida Kuklina studierte Politikwissenschaften und promovierte.
Sie arbeitete am Institut für Weltwirtschaft und Internationale Beziehungen der Akademie der Wissenschaften der UdSSR, seit 1991 der Russischen Akademie der Wissenschaften.
1989 gründete sie die Union der Komitees der Soldatenmütter Russlands mit.
1996 nahm sie für diese den Right Livelihood Award (Alternativer Nobelpreis) entgegen und hielt die Dankesrede.
Seit 2004 ist sie Mitglied im Menschenrechtsrat beim russischen Präsidenten.
Ida Kuklina veröffentlichte mehrere wissenschaftliche Studien zur Situation in Syrien, der Ukraine, dem südlichen Afrika und dem Einfluss der internationalen Politik auf Krisengebiete.